# Podgora
Podgora (pronunciat [pôdɡora]) és una petita ciutat del comtat de Split-Dalmàcia de Croàcia. Es troba a la costa adriàtica de Dalmàcia, a 65 km al sud de Split i a 135 km al nord de Dubrovnik. La ciutat té una població de 1.268 (2011), mentre que el municipi de Podgora (que inclou diverses ciutats més petites) té una població de 2.518 (2011). Als censos de pashaluk de 1624 i 1690 es van registrar 80 i 125 cases respectivament. Un status animarum de 1828 registrava 955 habitants que vivien en 194 llars familiars.